# Fulgens corona
Fulgens corona è la ventiseiesima enciclica pubblicata da papa Pio XII l'8 settembre 1953.

## Contenuto
Il Papa indìce un anno mariano ad un secolo dalla definizione del dogma dell'immacolata concezione di Maria.